# Potenziell inadäquate Medikation
Unter potenziell inadäquater Medikation (auch PIM oder englisch  Potentially Inappropriate Medication) versteht man die wegen ihrer pharmakokinetischen und pharmakodynamischen Wirkungen für ältere Menschen ungeeigneten Medikamente bzw. Kombinationen von Medikamenten. 1991 wurde die Beers-Liste von dem amerikanischen Geriater Mark H. Beers erstellt. Sie ist eine Auflistung von Medikamenten, die Patienten über 65 Jahre nicht erhalten sollten. 2003 wurde die Liste aktualisiert. Es handelt sich vor allem um Medikamente, bei denen es insbesondere bei älteren Menschen vermehrt zu unerwünschten Arzneimittelwirkungen kommen kann oder für die Alternativpräparate mit weniger Nebenwirkungen verfügbar sind.

## Situation in Deutschland
Für Deutschland existierte lange keine vergleichbare Auflistung von Medikamenten, auch wenn dies aufgrund des anderen Marktes und der unterschiedlichen Verschreibungspraxis wünschenswert gewesen wäre. 2005 bekamen 20 % der über 65-jährigen Patienten in Deutschland mindestens ein Medikament aus der Beers-Liste verordnet. Im Jahr 2010 wurde von einem Forscherteam um die Wuppertaler Pharmakologin Petra A. Thürmann die Priscus-Liste veröffentlicht, die versucht, die Beers-Liste an die nationalen Besonderheiten anzupassen.

## Synonyme und verwandte Begriffe
Der Begriff und das Akronym PIM sind erst seit etwa dem Jahr 1991 gebräuchlich.